# Paul Kilburn
Paul Douglas Kilburn (* 7. Februar 1936 in Toronto; † 20. August 2020 in Scarborough/Yorkshire and the Humber, England) war ein kanadischer Pianist, Komponist und Musikpädagoge.

## Leben
Kilburn entstammte einer Musikerfamilie. Er war der jüngere Bruder des Fagottisten Nicholas Kilburn und des Cellisten Michael Kilburn. Am Konservatorium von Toronto unterrichteten ihn sein Vater Weldon Kilburn (Klavier) und Samuel Dolin (Klavier, Musiktheorie und Komposition). Er studierte an der Universität Toronto Komposition bei John Beckwith und Oskar Morawetz und besuchte 1976 die Meisterklasse von Karl Ulrich Schnabel, dem Sohn von Artur Schnabel. Ab 1958 unterrichtete er in Toronto privat Klavier und Musiktheorie.
Anfang der 1970er Jahre komponierte Kilburn Klavierstücke in der Zwölftontechnik, darunter Trio for Piano Solo, Reflections on Ice und Sonata. Antonín Kubálek spielte die Uraufführung aller Stücke und eine Aufnahme der Sonate. Kilburn selbst spielte seine Klavierstücke 1978 in der Sendung Arts National der CBC.